# Cadre-45/2-Weltmeisterschaft 1929

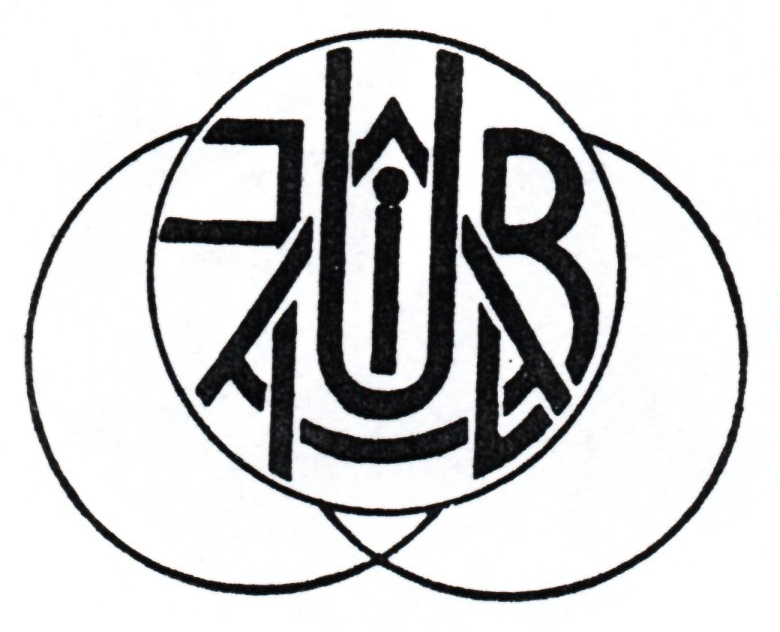
Logo UIFAB (ausrichtender Verband)

Veranstaltungsort: Marseille

Die Cadre-45/2-Weltmeisterschaft 1929 war die 22. Weltmeisterschaft, die bis 1947 im Cadre 45/2 und ab 1948 im Cadre 47/2 ausgetragen wurde. Das Turnier fand vom 20. bis zum 25. Februar 1929 in Marseille statt. Es war die erste Billard-Weltmeisterschaft in Marseille.

## Geschichte
Die ersten drei Plätze dieser Weltmeisterschaft waren identisch mit den Ergebnissen 1928. In der Qualifikation stellte Théo Moons mit 57,14 einen neuen Amateurweltrekord im besten Einzeldurchschnitt (BED) auf.

## Turniermodus
Es wurden zwei Qualifikationsgruppen mit fünf Akteuren gespielt. Die jeweils Gruppenletzten schieden aus. Die anderen acht Spieler spielten das Hauptturnier. Die Qualifikationsergebnisse der qualifizierten Spieler wurden ins Hauptturnier übernommen.
| Platz                      | Name           | MP  | Pkte. | Aufn. | GD    | BED   | HS  |
| -------------------------- | -------------- | --- | ----- | ----- | ----- | ----- | --- |
| 1                          | Edmond Soussa  | 6:2 | 1535  | 109   | 14,08 | 19,40 | 115 |
| 2                          | Charles Faroux | 6:2 | 1472  | 130   | 11,32 | 21,05 | 103 |
| 3                          | Jacques Davin  | 4:4 | 1372  | 139   | 9,87  | 12,81 | 66  |
| 4                          | Jan Dommering  | 2:6 | 1427  | 138   | 10,34 | 14,38 | 169 |
| 5                          | Raimundo Vives | 2:6 | 1181  | 174   | 6,78  | 7,65  | 65  |
| Gruppendurchschnitt: 10,12 |                |     |       |       |       |       |     |

| Platz                      | Name              | MP  | Pkte. | Aufn. | GD    | BED   | HS  |
| -------------------------- | ----------------- | --- | ----- | ----- | ----- | ----- | --- |
| 1                          | Théo Moons        | 8:0 | 1600  | 96    | 16,66 | 57,14 | 165 |
| 2                          | Gustave van Belle | 6:2 | 1558  | 78    | 19,97 | 44,44 | 117 |
| 3                          | Walter Baltus     | 2:6 | 1417  | 131   | 10,81 | 18,20 | 92  |
| 4                          | Rudolphe Agassiz  | 2:6 | 1174  | 130   | 9,03  | 23,53 | 67  |
| 5                          | Albert Herbing    | 2:6 | 756   | 105   | 7,20  | 12,57 | 43  |
| Gruppendurchschnitt: 12,04 |                   |     |       |       |       |       |     |

Hier wurde im Round Robin System bis 400 Punkte gespielt. Bei MP-Gleichstand (außer bei Punktgleichstand beim Sieger) wird in folgender Reihenfolge gewertet:
1. MP = Matchpunkte
2. GD = Generaldurchschnitt
3. HS = Höchstserie

## Ergebnis
| MP    | Match Points (Sieger = 2; Unentschieden = 1; Verlierer = 0) |
| Pkte. | Erzielte Karambolagen                                       |
| Aufn. | Benötigte Versuche                                          |
| GD    | Generaldurchschnitt                                         |
| BED   | Bester Einzeldurchschnitt eines Spielers                    |
| HS    | Höchstserie                                                 |
|       | Bester GD des Turniers                                      |
|       | Bester ED des Turniers                                      |
|       | Beste HS des Turniers                                       |
|       | 1. Platz (Gold)                                             |
|       | 2. Platz (Silber)                                           |
|       | 3. Platz (Bronze)                                           |

| Platz                      | Name              | MP   | Pkte. | Aufn. | GD    | BED   | HS  |
| -------------------------- | ----------------- | ---- | ----- | ----- | ----- | ----- | --- |
| 1                          | Théo Moons        | 14:0 | 2800  | 171   | 16,37 | 33,33 | 135 |
| 2                          | Gustave van Belle | 10:4 | 2677  | 150   | 20,59 | 50,00 | 168 |
| 3                          | Edmond Soussa     | 8:6  | 2466  | 146   | 16,89 | 28,57 | 174 |
| 4                          | Charles Faroux    | 8:6  | 2423  | 170   | 14,25 | 26,66 | 155 |
| 5                          | Walter Baltus     | 6:8  | 2395  | 205   | 11,68 | 18,18 | 104 |
| 6                          | Jan Dommering     | 4:10 | 2103  | 158   | 13,31 | 13,79 | 169 |
| 7                          | Rudolphe Agassiz  | 4:10 | 1761  | 174   | 10,12 | 12,90 | 67  |
| 8                          | Jacques Davin     | 2:12 | 2067  | 211   | 9,79  | 8,67  | 127 |
| Turnierdurchschnitt: 13,69 |                   |      |       |       |       |       |     |